# Ivan Osipovič Vitt
Grof Ivan Osipovič Vitt (rusko Ива́н О́сипович де Витт), ruski general, * 1781, † 1840.
Bil je eden izmed pomembnejših generalov, ki so se borili med Napoleonovo invazijo na Rusijo, zaradi teh zaslug je njegov portret izobešen tudi v Vojaški galeriji Zimskega dvorca.

## Življenje
Njegov oče Joseph de witt (1738-1814) je bil najbogatejši posestvenik v Ukrajini.
17. septembra 1792 je kot kornet vstopil v dvorni konjeniški polk. 1. januarja 1800 je bil kot štabni stotnik premeščen v Konjeniški gardni polk; naslednje leto je bil povišan v polkovnika. 
Med bitko pri Austerlitzu je bil hudo ranjen v desno nogo. Zaradi težav se je leta 1807 upokojil. 
Ponovno je bil aktiviran leta 1809 za vojno proti Napoleonu. V letih 1811−12 je večkrat odpotoval v Kneževino Varšavo, kjer je vzpostavil obveščevalno mrežo. 
Poleti 1812 je v Ukrajini ustanovil štiri kozaške polke, katerim je nato poveljeval med patriotsko vojno; za zasluge je bil 18. oktobra istega leta povišan v generalmajorja. 24. februarja 1812 je postal poveljnik 1. ukrajinskega kozaškega polka, hkrati pa je še vedno ostal poveljnik brigade ukrajinskih kozaških polkov. 
Po vojni je v Ukrajini poveljeval kozaški diviziji; 6. maja 1818 je bil povišan v generalporočnika. 17. oktobra 1823 je bil imenovan za poveljnika 1. rezervnega konjeniškega korpusa, s katerim se je udeležil rusko-turške vojne 1828-29. 
21. aprila 1829 je bil povišan v generala konjenice. 30. avgusta 1831 pa je postal šef Ukrajinskega ulanskega polka; odlikoval se je v zatrtju poljskega upora leta 1831. 
10. aprila 1832 je postal inšpektor celotne rezervne konjenice.